# 内田りりこ
内田 りりこ（うちだ りりこ、4月19日 - ）は、日本のタレント（元子役）、声優。TABプロダクション所属。

## 人物・エピソード
- 幼少の頃より東京児童劇団にて子役タレントとして活動していた。
- 2017年、生テレの企画であった「声優サバイバル」（第2期）に参加。最終順位は10位。
- 映画や舞台鑑賞が好きで、公式ブログでも時折紹介されている。また、かなりのディズニー好きでもある。

## 出演作品

### テレビドラマ
- 子供が寝たあとで
- 親愛なる者へ
- やるならやらねば
- 誰にも言えない 栗林リエ役
- 新幹線物語'93夏 第10話 中島佐和美役
- スウィートホーム 塾生徒役
- ララバイ刑事'93 第6話
- 静かなるドン 第14話
- 十津川警部シリーズ・会津高原殺人事件　相原令奈役
- MAGISTER NEGI MAGI 魔法先生ネギま! - 葉加瀬聡美役

### 映画
- トイレの花子さん
- 疾走
- クラブアンダルシア2（仮）

### モデル・スチール
- モデル 長崎屋 チラシモデル
- スチール 新日軽 カタログモデル
- スチール 小学館 小学3年生 12月号 モデル
- スチール バーバリー フィッティング
- モデル カスミストア チラシモデル
- スチール メゾピアノ フィッティング
- スチール ナルミヤ フィッティング
- スチール　『MAGISTER NEGI MAGI 魔法先生ネギま！』VISUAL BOOK （音楽専科社）
- スチール　『MAGISTER NEGI MAGI 魔法先生ネギま！』　トレカ
- 首都圏レジャーホテルカタログ 2012最新号（モデル）

### テレビアニメ
- 6HP/シックスハートプリンセス（悌(テイ)）

### 吹き替え
- シャドー・オブ・ナイト（レイナ）

#### アニメ
- レノンとグルコ～ふたりはサイコー！～（レノン）
- ショップキンズ
  - ショップキンズ：ワイルド（ルビー・ブレイズ、バンディッド）

### ゲーム
- ポポローグ -ナレーション
- スマホアプリ「ラスグレイブ探偵譚」（しがたん）シリーズ -（ケイト・シンクレア）
- スマホアプリ「しがたん２ ラスグレイブ探偵譚『異邦人帰還』」（ケイト・シンクレア）
- スマホアプリ「乙女チックパズル ピタッチ！」（ミル・ファング）
- PS4/PS5/Nintendo Switch「アーキタイプ・アーカディア」（リア）
- スマホアプリ「キャットファンタジー」（辞青(じせい)）

### ナレーション
- トレッサ横浜「トレッサウォレットアプリ スタイル編」
- Audible電子書籍「国民なき経済成長　脱・アホノミクスのすすめ」
- もいわ山展望台ドームシアター（スターホール）2016年春・夏プログラム「暗闇の向こう側」

### CD
- MHRプランニング 小学校英語副教材CD 声録り
- NHKエデュケーショナル教材CD 国語リスニングテスト　声録り
- NHKエデュケーショナル教材CD 学生用リスニング 声録り
- マキシシングル　『MAGISTER NEGI MAGI 魔法先生ネギま！』
- Pink Generation ／麻帆良学園3-A（キングレコード)
- アルバム　『MAGISTER NEGI MAGI 魔法先生ネギま！』
- 31's LOVE ／麻帆良学園3-A （キングレコード）
- Psychedelic Lodge　「KEIJI ITSUKASHI」
- OVA「サクラカプセル」キャラクターイメージソングCD内楽曲　「また会おう」
- スマホアプリ「乙女チックパズル ピタッチ！」エリート乙女４人組「ハートでPIタッチ！」（オンライン配信）

### モーションコミック
- 馬鹿かわいい女の子は可愛いと思いませんか？（バカ子）
- 女戦士とオークさん（僧侶）
- 自衛隊上がりのかーちゃんが怖い（中川まちる、女子生徒）
- 新訳 婚約破棄された令嬢は野獣辺境伯へ嫁ぐ！（2025年、王妃、貴族C[2]）

### 舞台
- 「PUCK」スナッグ役
- 「雨に唄えば」ドン・ロックウッド役
- 「コーラスライン」ポール・サンマルコ役
- 蝉の会　『がめつい奴』　地方公演Wキャスト　テコ役
- 『STRAY CHILDREN vol.3』内「ルイ17世の野望！」
- U・フィールド『シリーズ太田省吾の世界』vol.1〜3
- 重力／Note『島式振動器官』
- 大塚萬劇場　「誰かがドアをKnockする」
- 北品川 楽間「定本　熱海殺人事件」　片桐ハナ子
- おばけのリボン第一回公演　「飾りじゃないのよ、躯は。」
- らぶ・まん第二回トラック公演　「嗚呼、じょっぱり純情」
- TABプロダクション　エクストラクラス公演「ほほえみ」コトナ役
- 演劇集団LGBTI東京 第三回公演「蠍の火は燃えているか」
- 朗読集団「灰色ネコ」第一回公演「斬新な自殺」

### イベント
- 東京都庁　ゴミキャンペーン　めぐりんの歌・ダンス
- 『MAGISTER NEGI MAGI 魔法先生ネギま！』 学外ライブ AX　歌・ダンス
- 2011年12月26日 「COLLECTION」　2'nd LIVE バックボーカル、ダンサー
- 「『声カノ』さんぽっ〜待ち合わせはトレフェスで！〜」　ブースMC・コスプレコンパニオン　（トレジャーフェスタin有明8）
- 京急線上大岡駅前特設会場ステージイベント（しまねっこダンサーズ）
- 「竹本孝之LIVE〜アコーステックギター弾き語り」コーラス
- テレビ東京系アニメ　「ディーふらぐ！」第1話先行上映イベント　（頒布レイヤー）
- 「OVAサクラカプセル　キャラクターソングCD」先行発売イベント　ゲスト参加
- WEBラジオ「サブちゃん一家のやっぱりアニメはやめられない！！」公開録音　ライブゲスト参加
- 新宿グラムシュタイン 「OVA　サクラカプセル」発売記念イベント
- CLUB 3 STAR IMAIKE「SUNRISE SPIRITS Vol.12〜GIRL'S SPIRITS 4」　（コーラス、ダンス）
- 池袋LIVE INN ROSA 「TAB first LIVE!」（ボーカル、コーラス、ダンス）
- 池袋LIVE INN ROSA 「TAB 2ND LIVE!」（ボーカル、コーラス、ダンス）
- 池袋LIVE INN ROSA 「TAB 3RD LIVE!」（ボーカル、コーラス、ダンス）

### その他
- サクラカプセル看板娘
- 声優サバイバルセカンドシーズン
- ニューギン「CRそれゆけ野生の王国」（ガオッチ 他）